# Cairo (együttes)
A Cairo együttes dallamos popzenét játszó trió. 2003-ban alakult, alapítója Skinti Csaba, a formáció dalainak szerzője és frontembere.

## Tagok
- Skinti Csaba – ének, gitár, szintetizátor (alapító, zenekarvezető)
- Gulyás Orsi – ének
- Sztrunga Nikolett – vokál

## Diszkográfia
- 2006. Angyal (CD) – (Szerzői–SMI&H)
- 2008. Sodorjon a szél (CD) – (Szerzői–Retro Media)
- 2009. Angyal (CD) – (Szerzői–R.N.R Media)
- 2009. Sodorjon a szél (CD) – (Szerzői–R.N.R Media)
- 2009. Ilyen a nyár – The Best of Remix Collection (CD) – (Szerzői–R.N.R Media)
- 2009. Ilyen a nyár (digipack 3 CD) – (Szerzői–R.N.R Media)
- 2009. Koncert és Klipmix (DVD) – (Szerzői–R.N.R Media)
- 2011. Titkos csók (CD) – (Szerzői–Hargent Media)
- 2014. Clips & Karaoke (DVD) – (Szerzői–SMI&H)
- 2014. Buli van! (CD) – (Szerzői–SMI&H)
- 2015. Fordult a kocka (CD) – (Szerzői–SMI&H)
- 2015. Őrült karácsony (EPCD) – (Szerzői–SMI&H)
- 2017. Clips & Karaoke II. (DVD) – (Szerzői–SMI&H)
- 2017. Best Of (CD) – (Szerzői–SMI&H)
- 2018. Süt a Nap (CD) – (Szerzői–SMI&H)
- 2020. A legszebb dalok (CD) – (SMI&H–SMI&H)
- 2021. Vándor (CD) – (SMI&H–SMI&H)
- 2022. Nélküled "dalok a fiókból" (CD) – (SMI&H–SMI&H)

## Díjak,elismerések
- Magyar Toleranciadíj 2010.